# TribalWars
TribalWars er et browserbaseret real-time strategy MMOG, som foregår i middelalderen, hvor det gælder om at opbygge de bedste byer og mest effektive hære, så nye byer kan erobres. Dette gøres i samarbejde med den stamme, man er med i og deres allierede.
| computerspil | Spire Denne computerspilsrelaterede artikel er en spire som bør udbygges. Du er velkommen til at hjælpe Wikipedia ved at udvide den. |